# Pall Mall Gazette

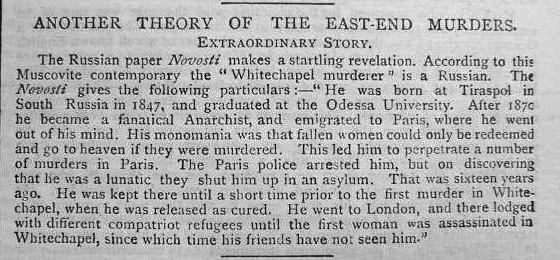
Extrait d'un article du Pall Mall Gazette.

La Pall Mall Gazette est un journal britannique qui parut de 1865 à 1923.

## Création
Ce journal du soir fut fondé par George Murray Smith (en), à la suite des abrogations des diverses taxes sur la presse (droit de timbre 1855 et droit sur le papier 1861). Il doit son nom au journal inventé par William Makepeace Thackeray dans son roman Pendennis. L'idée de base était de publier des nouvelles sur le monde politique et sur le monde artistique.
Son premier rédacteur en chef fut Frederick Greenwood. Les débuts furent difficiles (moins d'un millier d'exemplaires publiés les premières semaines). Cependant, la publication d'articles d'enquête (comme celle menée par James Greenwood qui passa une nuit au workhouse de Lambeth) établit la réputation du journal qui doubla ses ventes sa deuxième année pour atteindre 9 000 exemplaires en 1880.

## Période W. T. Stead
D'abord tory par soutien à Benjamin Disraeli, il devint whig lorsque le propriétaire le confia à son gendre, Henry Yates Thompson, après la victoire électorale de Gladstone en 1880. Celui-ci recruta John Morley comme nouveau rédacteur en chef. Celui-ci s'adjoignit W. T. Stead. Les deux hommes avaient des divergences de vue : Morley préférait faire appel aux spécialistes des questions pour écrire les articles tandis que Stead voulait interpréter lui-même les faits ; Stead penchait vers le sensationnalisme et une écriture sèche, deux choses que détestait Morley ; politiquement, même si les deux étaient libéraux, Morley préférait les figures montantes Joseph Chamberlain et Arthur Balfour. Cependant, leur relation de travail fut harmonieuse, sachant l'un et l'autre faire des concessions : diminuant un enthousiasme trop fort pour la Russie d'un côté ou un athéisme trop militant de l'autre. Ils furent même amis proches jusqu'à la mort de Stead. En pratique, les deux hommes se partagèrent les rubriques : Morley se spécialisa en politique et W. T. Stead se chargea du reste.
La Pall Mall Gazette se fit de plus en plus militante quand W. T. Stead devint son unique rédacteur en chef à partir de 1883, assisté principalement de Alfred Milner et Edward Tyas Cook. Il réussit à recruter des plumes telles que William Archer, George Bernard Shaw, George Meredith ou Oscar Wilde. Il décida de faire du journal le porte-voix des pauvres et la mauvaise conscience des riches. Il le transforma radicalement, en introduisant diverses innovations, qui influencèrent le reste de la presse. Il apporta la pratique des gros titres, des articles sensationnels à la une, des interviews exclusives (comme celles du tsar Alexandre III ou de Léon Tolstoï en 1888), des scoops ou des critiques littéraires et dramatiques tranchées. Il amena aussi la pratique de l'illustration (alors dessinée) des articles. Il multiplia les éditions spéciales et les engagements politiques et sociaux tranchés. Il fit de la Pall Mall Gazette un journal réputé et influent dans le monde politique,.
Du temps de W. T. Stead, la Pall Mall Gazette se vendait à un peu plus de 10 000 exemplaires, au prix de un penny. Son format était plus petit que celui de ses concurrents (36 cm sur 25 cm quand l’Evening Standard était à 67 cm sur 44 cm). Le journal avait en moyenne seize pages, les quatre dernières consacrées à la publicité. Stead instaura la pratique de deux articles, aux sujets différents en une : l'un sur une colonne et demi, l'autre qui se poursuivait en deuxième page et qui devait être impérativement signé. Cette deuxième page accueillait aussi le courrier des lecteurs et parfois une partie des brèves si elles débordaient de la page trois. Les pages quatre et cinq étaient réservées aux critiques littéraires et théâtrales, ainsi qu'aux informations boursières et pouvaient accueillir un peu de publicité. Elles étaient aussi le lieu de l'article dit « du milieu » : un article hors actualité mais évoquant un sujet de société. Les pages six et sept assuraient le suivi des nouvelles des jours précédents quand les quatre pages suivantes développaient les nouvelles les plus récentes. On y trouvait aussi les prévisions météorologiques et les prix des produits sur les marchés. Les nouvelles nationales (et surtout londoniennes) étaient proportionnellement plus présentes que les nouvelles internationales (les statistiques des premières semaines de rédacteur en chef de W. T. Stead donnent 37 colonnes nationales contre 33 colonnes internationales en moyenne par numéro). Les nouvelles sportives, hormis « The Boat Race » Oxford-Cambridge, étaient peu présentes contrairement au reste de la presse. Elles reprirent de l'importance après le départ de Stead.

## Histoire postérieure
Edward Tyas Cook succéda à Stead en 1890.
En 1892, le journal fut racheté par William Waldorf Astor et redevint conservateur. Nombre de ses journalistes le quittèrent alors.
Après avoir absorbé The Globe en 1921, il fut à son tour fusionné avec l’Evening Standard en 1923.

## Contributeurs
- Rosamund Marriott Watson[7]
- Alice Meynell